# Hohenaspe
Hohenaspe är en kommun (gemeinde) och ort i Kreis Steinburg som är ett distrikt (Landkreis) i västra delen av det tyska förbundslandet Schleswig-Holstein. Folkmängden uppgår till cirka 
2 000 invånare.
Kommunen ingår i kommunalförbundet Amt Itzehoe-Land tillsammans med ytterligare 19 kommuner.